# خويخة
خويخة هي إحدى القرى المحتلة والمدمرة التابعة لمحافظة القنيطرة في هضبة الجولان بجنوب غرب سوريا.
قرية في الجولان، تتبع ناحية قرى مركز ومنطقة القنيطرة، محافظة القنيطرة (573ن-950م).
تقع في أرض بركانية بازلتية وعرة، على السفح الشمالي الغربي لتل يوسف، شرقي تل أبو خنزير، يجتازها وادي الدلهمية المتجه جنوباً، تبعد عن القنيطرة 10 كم باتجاه الجنوب الغربي.يعمل سكانها بزراعة الحبوب والبقول بعلاً، وبتربية الأغنام وصناعة بيوت الشعر (الخيام من شعر الماعز).